# Offensiva di Žitomir-Berdičev
L'offensiva di Žitomir-Berdičev fu una grande operazione strategica sferrata dall'Armata Rossa durante la campagna dell'inverno 1943-1944 sul fronte orientale durante la seconda guerra mondiale. L'offensiva ebbe inizio a sorpresa la vigilia di Natale del 1943, dopo pochi giorni dalla fine della breve e pericolosa controffensiva tedesca di Žitomir che aveva minacciato di riconquistare Kiev. Dopo un notevole rafforzamento ed un rapido raggruppamento, le armate del 1º Fronte Ucraino del generale Nikolaj Vatutin ripartirono all'attacco, effettuarono uno sfondamento strategico e, nonostante le difficoltà climatiche, avanzarono in profondità, mettendo in crisi lo schieramento tedesco in Ucraina.
Dopo aver ceduto molto terreno, le forze del feldmaresciallo Erich von Manstein riuscirono nella terza settimana del mese di gennaio 1944 a fermare provvisoriamente l'avanzata sovietica grazie ad alcuni errori tattici del nemico ed al rapido intervento di reparti corazzati tedeschi trasferiti da altri settori. Nonostante alcuni insuccessi locali, l'Armata Rossa avrebbe subito ripreso l'offensiva generale che, dopo una serie di nuove dure battaglie, si sarebbe conclusa alla fine dell'inverno 1944 con la liberazione dell'intera Ucraina della riva destra del Dnepr e l'arrivo dei sovietici sul confine rumeno.

## Inverno 1943-1944
Dopo la liberazione di Kiev (6 novembre 1943), il 1° Fronte Ucraino del generale Nikolaj Vatutin era stato inaspettatamente contrattaccato a partire dal 12 novembre da una concentrazione di Panzer-Division, affluite anche dall'ovest, e costretto a cedere una parte del terreno conquistato. Nonostante questo rovescio, l'alto comando sovietico, deciso a riprendere ed ampliare la sua offensiva sul Dnepr per ottenere un successo decisivo nell'imminente campagna d'inverno, ordinò al generale Vatutin di passare temporaneamente sulla difensiva e logorare le riserve nemiche. Contemporaneamente lo Stavka fece affluire numerosi reparti di rinforzo per organizzare al più presto un nuovo attacco contro l'ala settentrionale del Gruppo d'armate Sud del feldmaresciallo Erich von Manstein che manteneva i collegamenti con il Gruppo d'armate Centro e salvaguardava le retrovie delle forze tedesche schierate più a sud nell'ansa del Dnepr ed in Crimea.

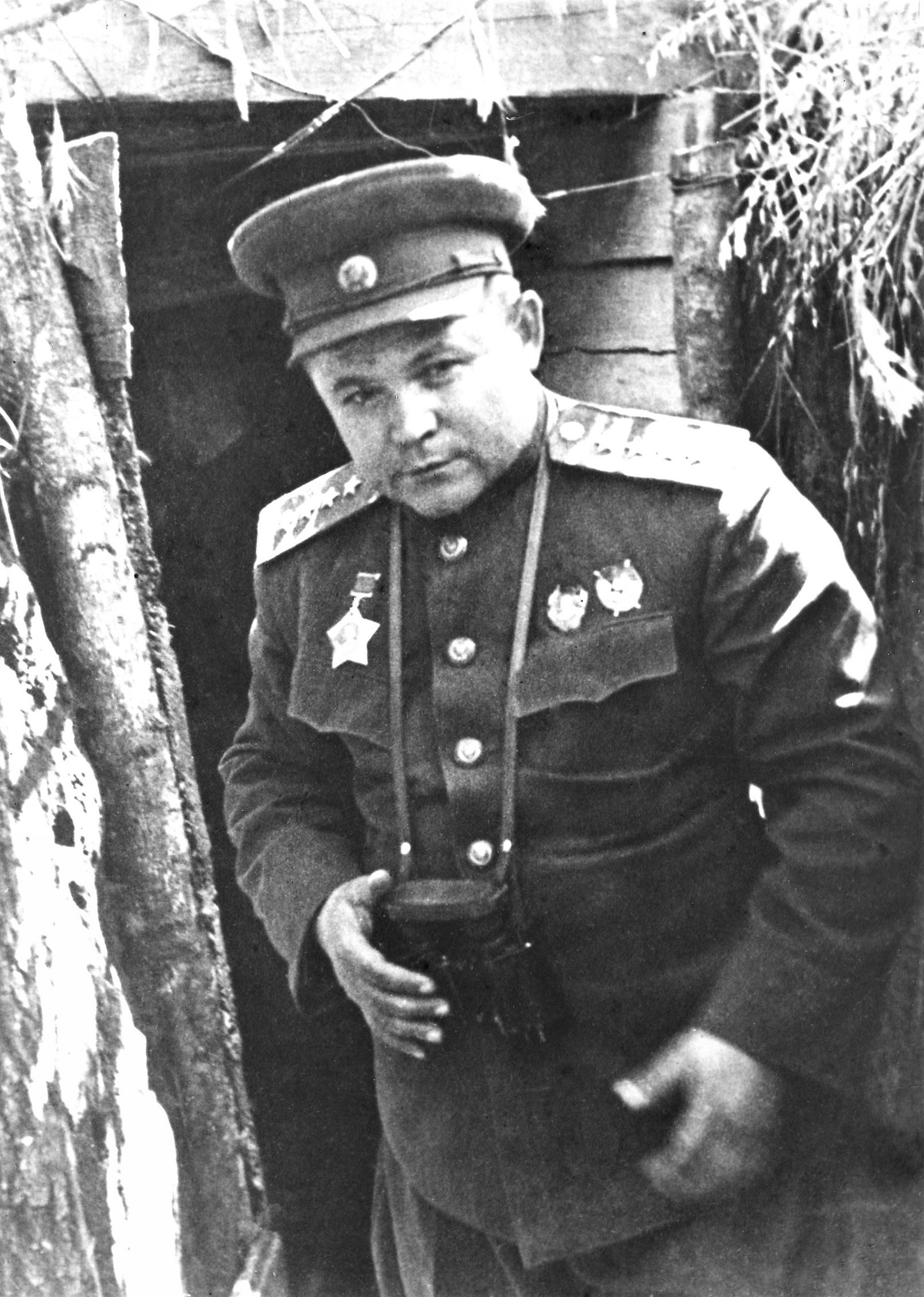
Il generale Nikolaj Vatutin, comandante del 1° Fronte Ucraino.

Nei primi giorni di dicembre, mentre era ancora in corso la controffensiva tedesca a est di Žitomir, arrivò al posto di comando del generale Vatutin il maresciallo Georgij Žukov in persona, il vicecomandante supremo dell'Armata Rossa, per riorganizzare lo schieramento sovietico e pianificare, in collaborazione con lo stato maggiore del 1° Fronte Ucraino, il nuovo progetto offensivo. Il piano studiato dai comandi sovietici si inseriva nel programma complessivo di offensiva generale che Stalin e lo Stavka intendevano sviluppare su tutto il fronte orientale, e prevedeva di attaccare e possibilmente distruggere la 4ª Panzerarmee tedesca del generale Erhard Raus. A questo scopo il fronte del generale Vatutin venne rafforzato entro dicembre dall'arrivo della 1ª Armata della Guardia del generale Andrej Grečko, della 18ª Armata del generale Leselidze, della 1ª Armata corazzata della Guardia del generale Mikhail Katukov, del 25º Corpo carri, del 4º Corpo carri della Guardia e di molti reparti di artiglieria pesante; in questo modo il 1° Fronte Ucraino allineava, al momento di riprendere l'offensiva, sette armate di fucilieri, due armate corazzate, un'armata aerea, con un totale di 66 divisioni di fucilieri, tre divisioni di cavalleria, otto corpi corazzati o meccanizzati, 452 000 soldati di prima linea con 1 100 mezzi corazzati, 6 000 cannoni e 750 aerei da combattimento.
Il piano del maresciallo Žukov e del generale Vatutin prevedeva di attaccare dai due lati della strada maestra Žitomir-Kiev con una spinta principale verso sud-ovest in direzione dei centri di comunicazione di Berdičev e Kazatin e una successiva avanzata fino alla linea Ljubar-Chmel'nik-Vinnica. Le unità corazzate avrebbero poi dovuto dirigere sul nodo ferroviario di Žmerinka per intercettare le comunicazioni del Gruppo d'armate Sud. Un'offensiva secondaria sarebbe stata sferrata anche dalle armate del fianco destro del fronte, con obiettivo Korosten', e da quelle del fianco sinistro, in direzione di Belaja Cerkov'.
L'attacco principale del 1° Fronte Ucraino del generale Vatutin non esauriva gli obiettivi pianificati da Stalin e dallo Stavka per la campagna d'inverno: erano già stati definiti e preparati nuovi attacchi da parte degli altri tre fronti ucraini al comando dei generale Ivan Konev, Rodion Malinovskij e Fëdor Tolbuchin, per liberare tutta la riva destra del Dnepr in direzione di Kirovograd, Krivoj Rog e Nikopol'; era prevista anche la liberazione della Crimea; infine erano in fase di organizzazione i progetti dei fronti settentrionali e centrali dello schieramento sovietico per sbloccare definitivamente Leningrado ed attaccare verso la Bielorussia, a nord delle paludi del Pripjat.
Il 20 novembre il feldmaresciallo Erich von Manstein, nonostante i notevoli successi ottenuti nella fase iniziale dalla sua controffensiva, aveva manifestato chiaramente in un rapporto al Führer il suo pessimismo riguardo alla situazione sempre più precaria del Gruppo d'armate Sud, schierato nel settore meridionale del fronte orientale; il raggiungimento di risultati di rilievo strategico e la riconquista di Kiev apparivano obiettivi irrealistici data la sproporzione complessiva delle forze. Inoltre il feldmaresciallo comunicò chiaramente a Adolf Hitler la necessità, per evitare nuove sconfitte, di scelte radicali che prevedessero l'abbandono di una parte dei territori occupati; in particolare von Manstein proponeva di rinunciare a difendere la testa di ponte di Nikopol', l'ansa del Dnepr e la stessa Crimea a vantaggio di un rafforzamento della 4ª Panzerarmee che fungeva da cerniera tra il Gruppo d'armate Centro ed il Gruppo d'armate Sud.

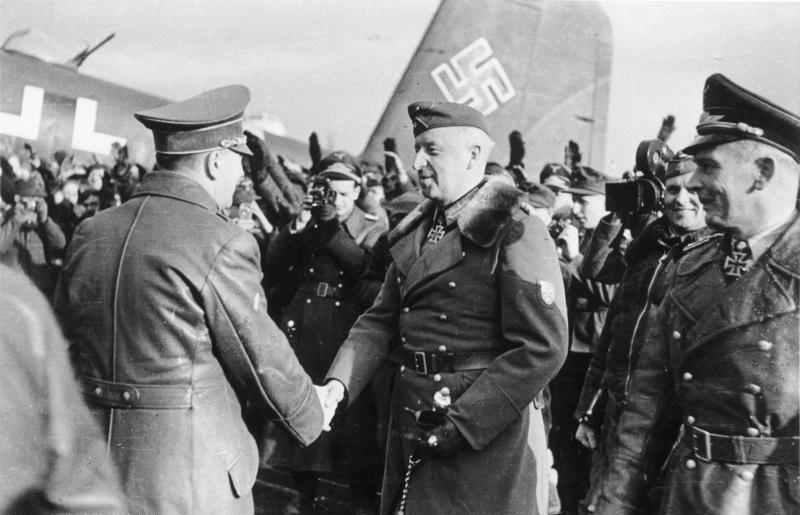
Il feldmaresciallo Erich von Manstein incontra Adolf Hitler, i rapporti tra i due furono spesso difficili a causa di significative divergenze strategiche e operative.

La valutazione strategica del feldmaresciallo sembrava corrispondere alle intenzioni operative dello stesso Hitler, delineate nella famosa direttiva del Führer n. 51 del 3 novembre 1943. In questo importante documento il dittatore affermava che, in ragione dell'inevitabile apertura in primavera del secondo fronte con l'attacco angloamericano alla "Fortezza Europa", era ormai necessario potenziare le difese tedesche all'ovest con la costituzione o l'afflusso di forze di riserva mobili. Pertanto sarebbe stato difficile rinforzare il fronte orientale, in caso di situazioni critiche, con reparti di riserva stanziati nel Reich o sui fronti inattivi e quindi poteva essere presa in considerazione la possibilità di adottare metodi di difesa elastica e prevedere ampi ripiegamenti strategici per guadagnare tempo ed evitare gravi perdite.
Tuttavia queste indicazioni strategiche apparentemente corrette, in linea con gli auspici di alcuni comandanti tedeschi dell'est e in particolare del feldmaresciallo von Manstein, sarebbero stati completamente disattesi nella realtà: di fronte all'offensiva invernale sovietica, Hitler ritornò infatti agli schemi di difesa rigida e di resistenza sul posto, allegando motivazioni di politica internazionale e considerazioni sull'importanza di alcune regioni minerarie per l'economia bellica della Germania. In realtà sembra che nel mese di dicembre 1943 anche il feldmaresciallo von Manstein non fosse del tutto pessimista sulla situazione sul suo fronte: ipotizzando un serio indebolimento delle forze sovietiche dopo la sua controffensiva su Žitomir, il comandante del Gruppo d'armate Sud prevedeva una pausa nelle operazioni e la vigilia di Natale, proprio mentre stava per avere inizio la nuova offensiva del 1° Fronte Ucraino del generale Vatutin, si trovava al quartier generale della 20ª Panzergrenadier-Division per passare le festività con i suoi soldati, sottovalutando la possibilità di un'immediata ripresa degli attacchi nemici.

## Offensiva in Ucraina

### Sfondamento ed avanzata del 1° Fronte Ucraino
Il 24 dicembre 1943 il generale Vatutin diede inizio alla sua offensiva generale sferrando l'attacco lungo la strada maestra Žitomir-Kiev e la linea ferroviaria Fastov-Kazatin con tre armate di fucilieri (1ª Armata della Guardia, 18ª Armata del generale Leselidze e 38ª Armata del generale Moskalenko); l'attacco, preceduto da un potente sbarramento iniziale d'artiglieria ed iniziato nella nebbia fitta, colse di sorpresa le truppe tedesche del 13º Corpo d'armata e del 42º Corpo d'armata per la subitaneità e la potenza d'urto e mise immediatamente in crisi lo schieramento della 4ª Panzerarmee. Ritornato precipitosamente al suo quartier generale di Vinnica, il feldmaresciallo von Manstein comprese la gravità della situazione ed iniziò a disimpegnare le tre Panzer-Division del 48º Panzerkorps del generale Hermann Balck, schierate a nord del 13º Corpo d'armata, allo scopo di trasferirle verso sud e contrattaccare sul fianco il cuneo d'attacco sovietico. La situazione del fronte tedesco era però già compromessa: il generale Raus mostrò scetticismo sulla possibilità di intervento in tempo utile dei reparti corazzati del 48º Panzerkorps, indeboliti dai precedenti combattimenti, mentre le forze sovietiche erano già in fase di sfruttamento del successo dopo aver superato le difese del 13º e del 42º Corpo d'armata.
Il generale Vatutin poté quindi portare avanti, entro la sera stessa del 24 dicembre, le sue potenti riserve corazzate: la 3ª Armata corazzata della Guardia del generale Pavel Rybalko attraversò le linee della 18ª Armata e marciò, con due corpi corazzati e sette divisioni di fucilieri, in direzione di Žitomir; i mezzi meccanizzati respinsero alcuni contrattacchi ed avanzarono di 20 chilometri, i reparti di testa del 6º Corpo carri della Guardia interruppero la strada maestra Žitomir-Kiev. Contemporaneamente i due corpi mobili della 1ª Armata corazzata della Guardia del generale Michail Katukov passarono attraverso le posizioni della 38ª Armata e si diressero su Berdičev e Kazatin. Nella notte i carri armati sovietici continuarono ad avanzare nel terreno innevato ma il giorno successivo un improvviso disgelo rallentò la marcia a causa del fango. Nonostante queste difficoltà la sera del 25 dicembre il generale Rybalko raggiunse l'area di Korostyšev, a mezza strada da Žitomir, mentre il generale Katukov spinse l'8º Corpo meccanizzato della Guardia verso Kazatin e trattenne in riserva più a nord l'11º Corpo carri della Guardia in caso di complicazioni a Žitomir.

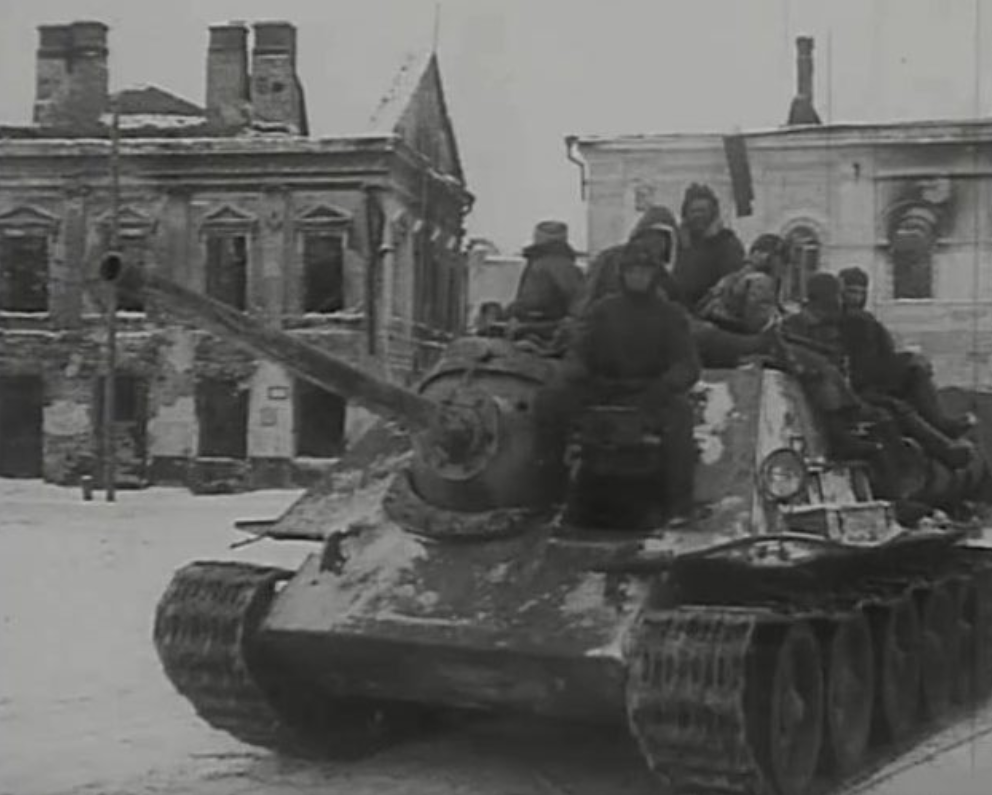
I mezzi corazzati sovietici rientrano a Žitomir.

Il 26 dicembre entrò in azione anche la 40ª Armata sul fianco sinistro della 38ª Armata, mentre il generale Ivan Černjachovskij, comandante della 60ª Armata, attaccò a nord le linee del 59º Corpo d'armata per agganciare una parte delle forze tedesche ed avanzare verso Korosten'; presto anche la 13ª Armata del generale Puchov passò a sua volta all'offensiva ancora più a nord sul margine delle paludi del Pripjat, estendendo l'offensiva ad un fronte complessivo di oltre 300 chilometri di ampiezza. Lungo la strada di Žitomir la 3ª Armata corazzata della Guardia del generale Rybalko fu contrattaccata a Korostyšev dai primi reparti in arrivo del 48º Panzerkorps (elementi della 1. SS-Panzer-Division "Leibstandarte SS Adolf Hitler" e della 1. Panzer-Division) ma riuscì a respingere questi deboli attacchi ed a proseguire in avanti nonostante l'accanita resistenza tedesca. I combattimenti proseguirono molto duri in un clima variabile con alternanza di neve e di improvvisi disgeli che trasformarono il terreno in una palude quasi intransitabile, alcuni reparti tedeschi diedero segni di cedimento e venne abbandonato durante la ritirata molto materiale. Il resti della 2. SS-Panzer-Division "Das Reich", ridotta ad un kampfgruppe, intrapresero un'estenuante ritirata per evitare la distruzione. I capisaldi di Radomysl e Brusilov vennero riconquistati dall'Armata Rossa.
Fin dal 25 dicembre il feldmaresciallo von Manstein aveva allertato l'OKH sulla precarietà della situazione della 4ª Panzerarmee e richiesto almeno cinque o sei divisioni di rinforzo; inoltre il comandante del Gruppo d'armate Sud suggerì di iniziare il ripiegamento della 1ª Panzerarmee dall'ansa del Dnepr per recuperare altri reparti da trasferire immediatamente a nord. Hitler però negò l'autorizzazione e promise solo l'invio della 16. Panzer-Division, proveniente dal Gruppo d'armate Centro. La situazione tedesca stava peggiorando, l'intervento delle divisioni del 48º Panzerkorps era in ritardo e l'avanzata del 1° Fronte Ucraino del generale Vatutin rischiava di divenire incontrollabile.

### Crisi del fronte tedesco

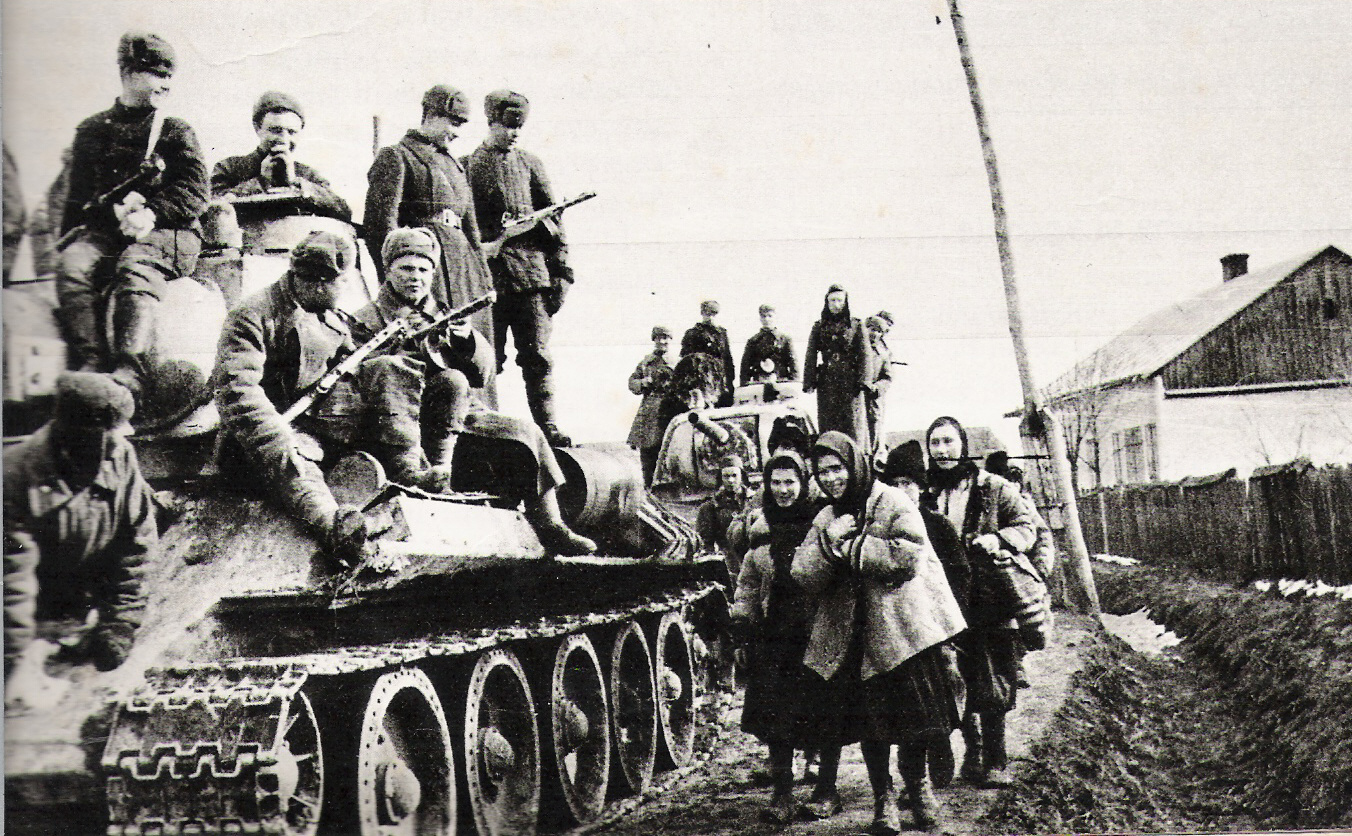
Soldati e carri armati sovietici entrano in un piccolo villaggio ucraino durante l'offensiva invernale dell'Armata Rossa.

Le comunicazioni pessimistiche del feldmaresciallo von Manstein e le sue richieste di rinforzi e ripiegamenti strategici per disimpegnare forze mobili da impiegare in rinforzo della 4ª Panzerarmee innescarono le recriminazioni del Führer durante le sue conferenze notturne al Quartier generale di Rastenburg. Critico sulle continue richieste di ritirate dei suoi generali, Hitler parlò di ufficiali "con lo sguardo rivolto perpetuamente all'indietro" e di mancanza di fiducia e solidità nervosa dei capi che di conseguenza non sarebbero stati in grado di infondere combattività ai soldati. Nonostante queste considerazioni polemiche in realtà il Führer ritenne necessario in un primo momento rafforzare in modo sostanziale il Gruppo d'armate Sud ed il 27 dicembre parlò di far ripiegare il Gruppo d'armate Nord e trasferire una parte delle sue forze nel settore meridionale, ma il giorno seguente il feldmaresciallo Georg von Küchler diede assicurazioni sulle sue posizioni intorno a Leningrado, difese da divisioni esperte e solidamente fortificate, ed alla fine Hitler decise di rinunciare ai progetti di ritirata e di mantenere lo schieramento del Gruppo d'armate Nord, anche per timore di una possibile defezione finlandese in caso di abbandono della regione baltica.
Nel frattempo la situazione sul campo stava ulteriormente peggiorando per il Gruppo d'armate Sud: il 29 dicembre la 60ª Armata del generale Černjachovskij raggiunse e liberò Korosten' e contemporaneamente, sfruttando il varco tra il 59º ed il 13º Corpo d'armata tedeschi, superò a nord-ovest Žitomir, che nel frattempo era anche minacciata a est dai reparti della 1ª Armata della Guardia del generale Grečko. Il 30 dicembre cadde, dopo una forte resistenza di reparti tedeschi del 42º Corpo d'armata (parte della 25. Panzer-Division e della 19. Panzer-Division), l'importantissimo nodo ferroviario di Kazatin che venne conquistato dai mezzi corazzati della 1ª Armata Corazzata della Guardia del generale Katukov, mentre più a nord il 4º Corpo carri della Guardia del generale Pavel Polubojarov e la 18ª Armata interruppero i collegamenti tra Žitomir e Berdičev, fortemente contrastati dai reparti della 1. SS "Leibstandarte Adolf Hitler", rinforzati da una parte della 7. Panzer-Division.

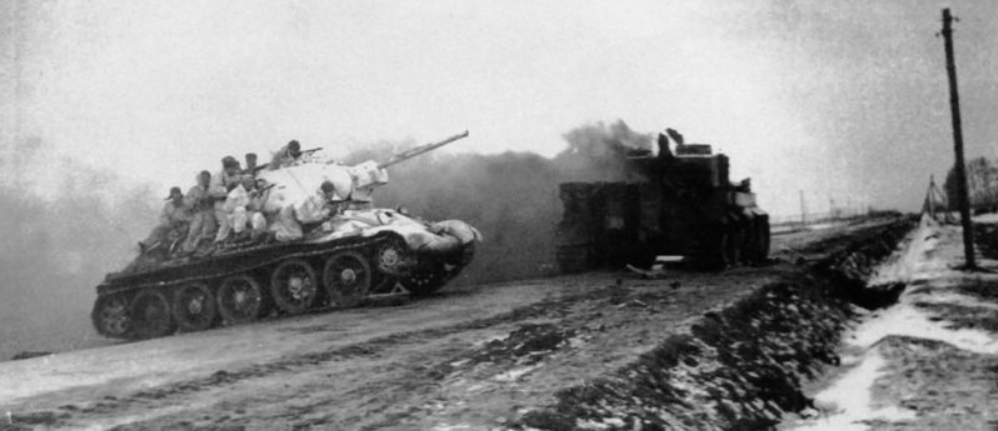
Un carro armato sovietico T-34/76 supera il relitto in fiamme di un carro tedesco Panzer VI Tiger I durante l'offensiva Žitomir-Berdičev.

Il 31 dicembre anche Žitomir, attaccata da tre lati dai reparti della 38ª Armata e della 1ª Armata della Guardia, venne liberata mentre la 3ª Armata corazzata della Guardia del generale Rybalko aggirò a sud la città e incappò nella dura resistenza del 48º Panzerkorps del generale Balck ("Leibstandarte Adolf Hitler" e 7. Panzer-Division). Berdičev invece, difesa aspramente dalla 1. Panzer-Division e dalla 20ª Panzergrenadier-Division, resistette fino al 5 gennaio quando i due battaglioni corazzati della 44ª Brigata corazzata della Guardia, appartenenti all'11º Corpo carri della Guardia, che erano rimasti isolati dentro la città, vennero raggiunti da altri reparti pesanti della 1ª Armata corazzata della Guardia e della 18ª Armata sovietica. Il 1° Fronte Ucraino stava avanzando su un fronte di oltre 250 chilometri di ampiezza per una profondità di quasi 100 chilometri ed il 2 gennaio il generale Vatutin, deciso a sfruttare i segni di cedimento nemico, comunicò le sue intenzioni allo Stavka. Il generale sovietico intendeva dirigere le sue armate del fianco destro (13ª, 60ª, 1ª della Guardia e 18ª Armata) fino alla linea Rovno, Gorodiše, Novograd-Volynsk, Ljubar, Chmel'nyc'kyj, mentre le forze mobili della 3ª Armata corazzata della Guardia e della 1ª Armata corazzata della Guardia, dopo aver completato il rastrellamento di Berdičev, avrebbero attaccato verso il nodo ferroviario di Žmerinka. Infine le armate del fianco sinistro (38ª e 40ª Armata) avrebbero marciato verso Janov, Vinnica e Car'kiv; una parte dell'armata corazzata del generale Katukov doveva inoltre raggiungere Christinovka per collegarsi con le forze del 2° Fronte Ucraino del generale Ivan Konev di cui era prevista l'offensiva per il 5 gennaio. Quello stesso giorno le truppe sovietiche liberarono anche Belaja Cerkov'.
Fin dal 30 dicembre, di fronte alla progressiva disgregazione della 4ª Panzerarmee, il feldmaresciallo von Manstein aveva preso d'iniziativa, senza preventivo consenso dell'OKH, misure radicali per evitare un crollo della sua ala settentrionale; a partire dal 1º gennaio quindi il quartier generale della 1ª Panzerarmee, al comando del generale Hans-Valentin Hube venne ritirato dall'ansa del Dnepr e trasferito sul fianco destro della 4ª Panzerarmee per contrattaccare con una nuova massa di manovra del 3º Panzerkorps del generale Hermann Breith, costituita dalla 17. Panzer-Division, dalla 6. Panzer-Division, dal Panzerverband Bäke, da una divisione di fanteria leggera e da una divisione Panzergrenadier, sul fianco delle forze sovietiche in avanzata verso Vinnica e Uman'. Contemporaneamente il feldmaresciallo organizzò un secondo raggruppamento a nord con il 46º Panzerkorps del generale Hans Gollnik rafforzato con la 16. Panzer-Division, proveniente dal Gruppo d'armate Centro, con una divisione da montagna e una divisione fanteria. Inoltre il comandante del Gruppo d'armate Sud fece ripiegare da Berdičev il 48º Panzerkorps del generale Balck che cercò di allargare il suo fianco sinistro per mantenere il contatto con il 59º Corpo d'armata in ritirata a ovest di Korosten'.
Il 31 dicembre Hitler e l'OKH approvarono queste misure d'emergenza del feldmaresciallo von Manstein, ma il Führer rifiutò di nuovo di autorizzare il ripiegamento dell'ala meridionale del Gruppo d'armate Sud e prescrisse che l'8ª Armata del generale Otto Wöhler rimanesse aggrappata alla linea del Dnepr, nonostante i segni di una nuova offensiva sovietica nel settore di Kirovograd.

### Stabilizzazione temporanea

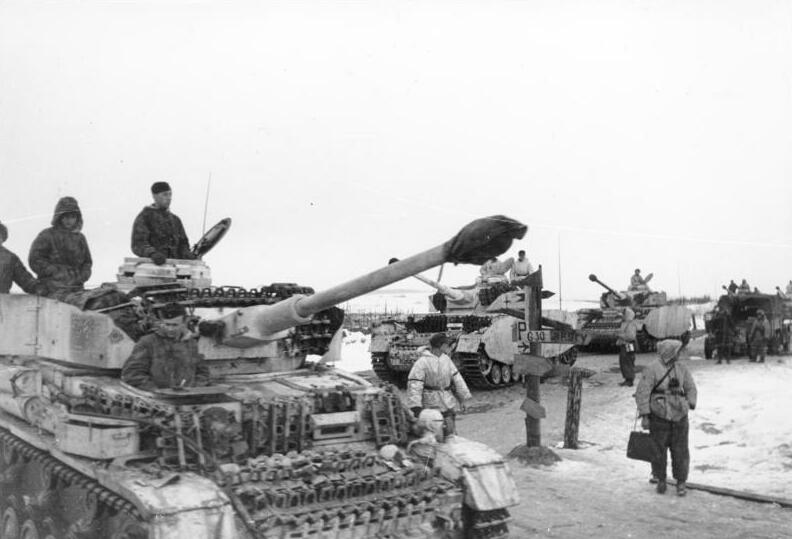
Reparto corazzato tedesco in movimento; le Panzer-Division dovettero intervenire continuamente per cercare di frenare le ripetute offensive dell'Armata Rossa.

Il generale Vatutin continuò i primi giorni di gennaio a spingere avanti le sue armate; l'avanzata si sviluppò a ventaglio su tre direttrici principali ampiamente divergenti, su un terreno molle ed in parte quasi intransitabile per il fango della precoce rasputiza (lo Schlammperiode nella terminologia della Wehrmacht), che rese molto difficili i movimenti sulle precarie piste dell'est. Nonostante i gravi problemi logistici, le forze mobili sovietiche avanzarono in alcune fasi anche di 30 o 40 chilometri al giorno anche se le tre colonne principali, distanziandosi reciprocamente, divennero progressivamente più isolate, meno rifornite e quindi più esposte a possibili contrattacchi nemici. Il comando sovietico decise di adottare questo schieramento a ventaglio invece di concentreare la massa delle sue forze sulla più importante direttrice di Žmerinka, Vinnica e Uman' che avrebbe potuto mettere in maggiore pericolo le retrovie del Gruppo d'armate Sud.
La situazione del feldmaresciallo von Manstein rimaneva molto difficile anche in conseguenza dell'inizio il 5 gennaio della potente offensiva del 2º Fronte Ucraino del generale Konev che, potenziato da un gran numero di formazioni meccanizzate e corazzate, mise in crisi le linee dell'8ª Armata del generale Wöhler che, indebolita dalla partenza delle riserve corazzate del generale Hube e dovendo rimanere abbarbicata per gli ordini di Hitler alla linea del Dnepr di Čerkasy, venne ampiamente aggirata sul suo fianco destro dalle colonne sovietiche. Il generale Konev liberò Kirovograd l'8 gennaio, dove entrarono per primi i mezzi corazzati del 29º e del 18º Corpo carri della 5ª Armata corazzata della Guardia del generale Pavel Rotmistrov. Alla notizia dei successi del generale Konev, il generale Vatutin propose il 9 gennaio allo Stavka di continuare la marcia divergente su Sarny con l'ala destra e di distruggere la concentrazione tedesca identificata nell'area di Žmerinka, ma l'alto comando sovietico, pur approvando questi piani, non poté inviare nuovi reparti per rinforzare le armate del 1° Fronte Ucraino.
Il 4 gennaio il feldmaresciallo von Manstein, sempre più preoccupato, era arrivato al Quartier generale di Hitler di Rastenburg per ricercare un chiarimento definitivo; l'incontro terminò con un fallimento e diede luogo ad un violento alterco con il Führer quando von Manstein parlò di errori operativi della direzione suprema della Wehrmacht e della necessità di nominare un comandante superiore del fronte orientale. Hitler respinse bruscamente queste proposte, ridicolizzò le richieste del feldmaresciallo, affermò di essere insostituibile alla direzione della guerra e rimandò il comandante del Gruppo d'armate Sud al suo posto di comando in Ucraina negandogli altri rinforzi per chiudere il varco con il Gruppo d'armate Centro (il cosiddetto Wehrmachtsloch, "il varco della Wehrmacht") e sollecitando la resistenza ed il contrattacco.

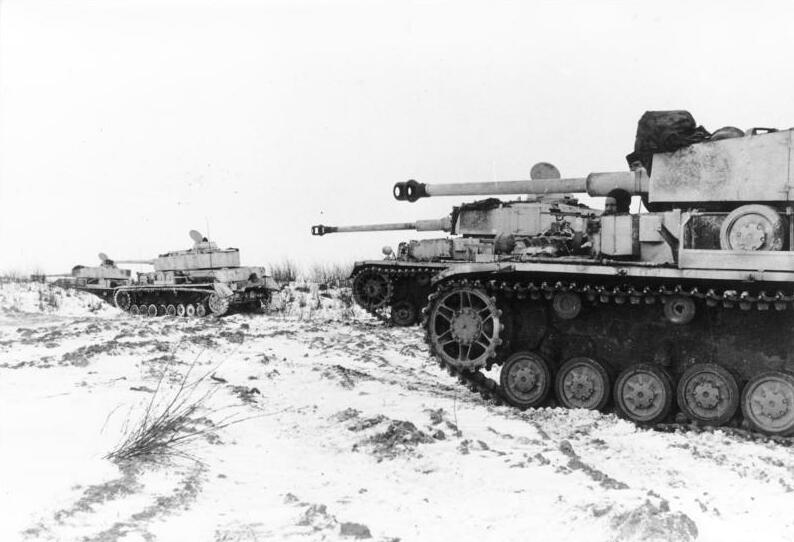
Reparto di Panzer IV in posizione di tiro durante la campagna invernale.

In realtà la situazione delle forze tedesche a sud stava migliorando in ragione delle condizioni del tempo e del terreno che impedivano rapide avanzate nemiche e dell'indebolimento logistico delle armate sovietiche del generale Vatutin, disperse su un territorio troppo vasto. Lo Stavka si preoccupò dell'eccessiva ampiezza dello schieramento del 1° Fronte Ucraino, disteso su oltre 300 chilometri, e ordinò al generale Vatutin di fermare l'avanzata del suo fianco destro per rafforzare le punte corazzate in avanzata su Žmerinka, Vinnica e Uman'. La 60ª Armata del generale Černjachovskij ed il 25º Corpo carri vennero arrestati quindi nella regione di Šepetivka, dove infuriarono duri combattimenti contro la 7. Panzer-Division, mentre la 13ª Armata del generale Puchov, che aveva liberato Sarny, rallentò la sua marcia su Rovno. Le forze sovietiche subirono invece un primo scacco a Žmerinka dove l'8º Corpo meccanizzato della Guardia del generale Dromov venne tagliato fuori dentro la città tra il 10 ed il 12 gennaio dall'improvviso contrattacco sul fianco del 3º Panzerkorps tedesco con la 16. Panzer-Division e la 17. Panzer-Division; dopo giorni di battaglia il reparto sovietico poté ripiegare abbandonando la città. Anche il generale Rybalko venne fortemente contrastato dal 48º Panzerkorps a sud di Kazatin ed il 14 gennaio dovette sospendere gli attacchi con la sua 3ª Armata corazzata della Guardia, ridotta a causa delle perdite a soli 59 carri armati e 26 semoventi, tutti concentrati nella 53ª Brigata corazzata della Guardia del colonnello V. S. Archipov e nella 91ª Brigata corazzata del colonnello I. I. Jakubovskij.
Infine il feldmaresciallo von Manstein riuscì a concentrare le sue riserve corazzate per sferrare un contrattacco coordinato con la 1ª Panzerarmee del generale Hans Hube sui fianchi del cuneo sovietico della 1ª Armata corazzata della Guardia e della 40ª Armata tra Vinnica e Uman'. A causa delle difficoltà del terreno e della situazione tattica, solo il 22 gennaio il 46º Panzerkorps del generale Gollnik ed il 3º Panzerkorps del generale Breith completarono il loro raggruppamento ai due lati delle forze nemiche e poterono dare inizio alla cosiddetta "operazione Watutin". Il 46º Panzerkorps attaccò a nord-ovest di Vinnica con una divisione da montagna e due divisioni di fanteria, rinforzate dalla 1. SS-Panzer-Division "Leibstandarte Adolf Hitler" e dai carri armati pesanti del Panzerverbande Bäke, mentre a sud-est il 3º Panzerkorps fece entrare in azione la 16. Panzer-Division e la 17. Panzer-Division; i maggiori successi furono raggiunti inizialmente sul fianco sinistro e la "Leibstandarte" e il gruppo Bäke misero in difficoltà le truppe della 1ª Armata corazzata della Guardia, mentre l'attacco del 3º Panzerkorps si sviluppò più lentamente e fu fortemente contrastato. Dopo aspri e prolungati combattimenti, il 28 gennaio i due corpi corazzati tedeschi si congiunsero a nord di Vinnica, tagliando fuori una serie di reparti sovietici della 1ª Armata corazzata della Guardia e della 40ª Armata. I combattimenti nell'area di Pogrebišče infuriarono fino al 31 gennaio quando il comando tedescò annunciò la conclusione con successò dell'"operazione Watutin", la cattura di 5 600 prigionieri e la distruzione di oltre 700 mezzi corazzati sovietici.
Nonostante questo successo locale a nord di Vinnica e la precaria stabilizzazione raggiunta a sud di Kazatin e Berdičev, in realtà l'andamento delle operazioni stava nuovamente precipitando per il Gruppo d'armate Sud, ed il feldmaresciallo von Manstein era stato costretto a richiamare subito le sue limitate forze corazzate ed a dirottarle con la massima urgenza verso est dove l'8ª Armata era stata messa in grave difficoltà da una nuova offensiva dell'Armata Rossa.

## Offensiva generale dell'Armata Rossa

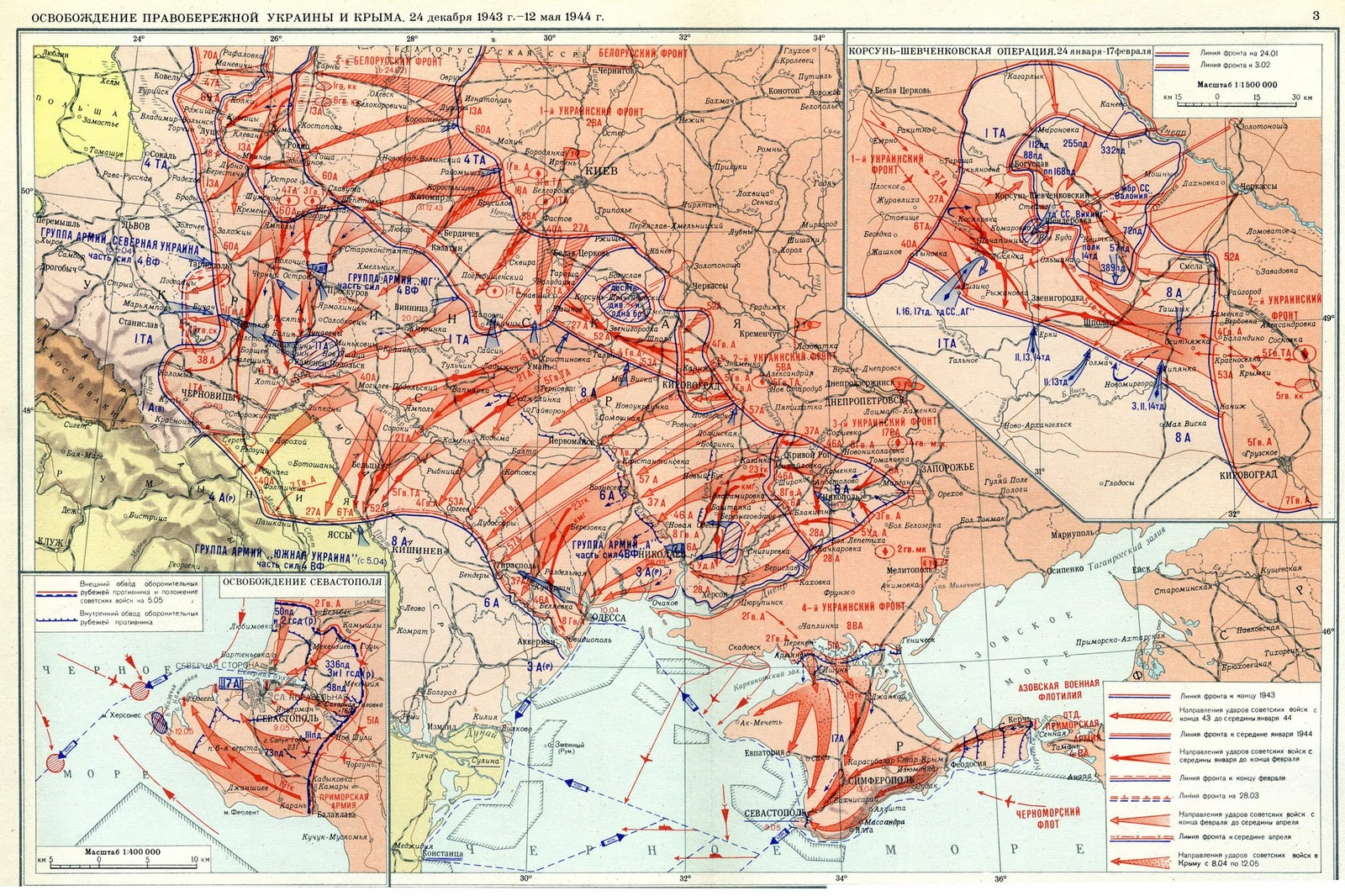
Carta delle operazioni sovietiche durante la Terza offensiva invernale del 1943-1944.

Dopo aver sospeso l'avanzata generale il 15 gennaio su ordine dello Stavka, i generali Vatutin e Konev avevano infatti rinforzato il loro schieramento ed effettuato un nuovo raggruppamento tattico sui lati del saliente dell'8ª Armata, rimasta ferma sulla linea del Dnepr; il 25 gennaio, mentre le Panzer-Division del generale Hube attaccavano nel settore di Vinnica e Pogrebišče, il 1° ed il 2° Fronte Ucraino avevano dato inizio a un'offensiva a tenaglia e già il 28 gennaio riuscivano ad accerchiare due corpi d'armati tedeschi. Sarebbe stato l'inizio della dura e sanguinosa battaglia di Korsun' che si sarebbe conclusa il 20 febbraio con la vittoria sovietica e la quasi totale distruzione delle truppe tedesche accerchiate. Le divisioni corazzate che il feldmaresciallo von Manstein aveva precipitosamente richiamato da Vinnica e Žmerinka ed inviato in soccorso a Korsun' si esaurirono inutilmente senza riuscire nella missione di salvataggio. Inoltre, sul fianco destro del 1° Fronte Ucraino, la conquista di Rovno il 5 febbraio da parte del 1º e 6º Corpo di cavalleria della Guardia della 13ª Armata del generale Puchov aveva reso ancor più precari i collegamenti tra il Gruppo d'armate Sud ed il Gruppo d'armate Centro.
Le posizioni strategiche raggiunte dal generale Vatutin nel corso dell'offensiva di Žitomir-Berdičev, nonostante la resistenza nemica e le difficoltà climatiche, permisero all'alto comando sovietico di pianificare una nuova grande offensiva generale. Quindi nei mesi successivi, nonostante le speranze del feldmaresciallo von Manstein di un indebolimento delle forze sovietiche dopo le dure perdite subite a causa dei contrattacchi tedeschi, i quattro fronti ucraini dell'Armata Rossa schierati a sud delle paludi del Pripjat iniziarono un nuovo ciclo offensivo che, a partire dal 5 marzo, disgregò le armate del Gruppo d'armate Sud, distrusse le truppe tedesco-rumene isolate in Crimea e permise la completa liberazione dell'Ucraina occidentale sulla riva destra del Dnepr. In aprile le truppe sovietiche raggiunsero i Carpazi ed i confini della Romania e della Polonia; fin dal 6 gennaio il vecchio confine polacco era stato superato dall'Armata Rossa a Rokitno, in Volinia.